# Domenico Martinelli

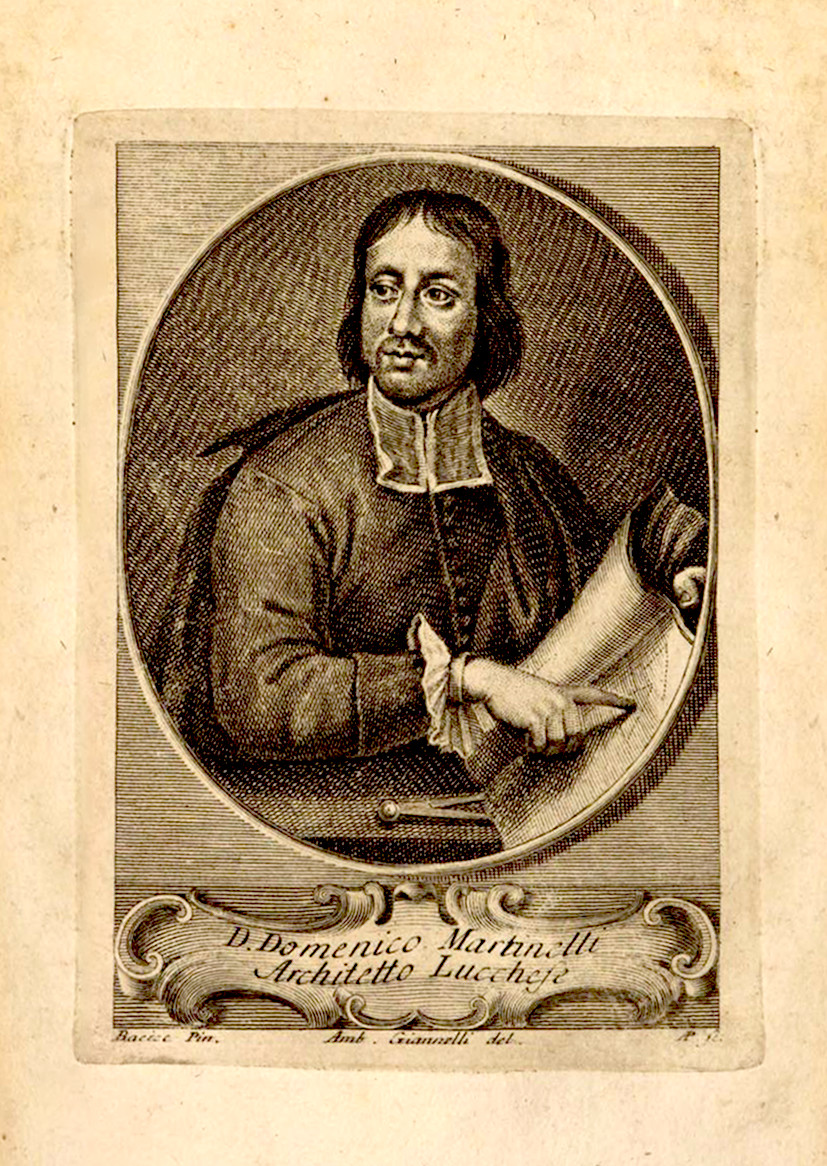
ritratto di Domenico Martinelli, 1772

Domenico Martinelli (Lucca, 30 novembre 1650 – 11 settembre 1718) è stato un architetto italiano.

## Biografia

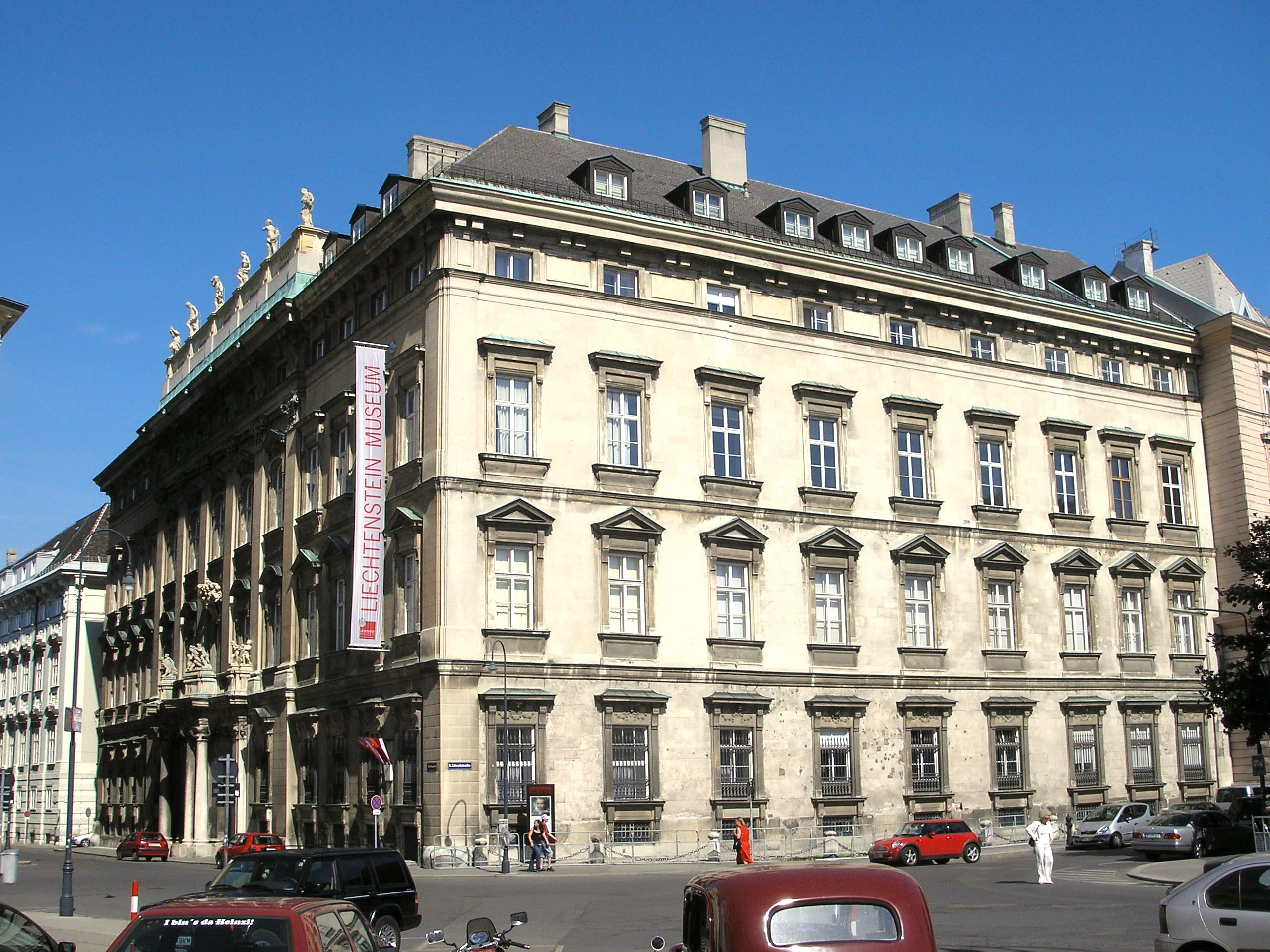
Palazzo Liechtenstein, Vienna

Domenico nacque il 30 novembre 1650 a Lucca, dal geometra Paolino Martinelli e Chiara Pallavicini, entrambi di buona famiglia.
Ordinato prete, studiò all'Accademia di San Luca di Roma e quindi lavorò intensamente oltre le Alpi, a Varsavia, Praga, nei Paesi Bassi, ma soprattutto in Austria, dove importò l'architettura barocca italiana.
A Vienna progettò il Palazzo Liechtenstein (Stadtpalais Liechtenstein, 1692-1702) ispirandosi al Palazzo Chigi-Odescalchi di Gian Lorenzo Bernini e che, con il suo elaborato scalone interno, influenzò l'architettura di numerosi palazzi viennesi.
Probabilmente, sempre nella capitale austriaca, si occupò anche del Palazzo Harrach (1690 circa), mentre a lui è attribuito il Palazzo Kaunitz a Slavkov u Brna.
A Lucca lavorò nel convento di San Nicolao Novello e nelle chiese di Sant'Andrea e dei Santi Giovanni e Reparata.

## Opere
- La face nutiale per honorare le Faustissime Nozze de gl'Illustrissimi Signori Conti Giovan Vigilio di Thunn, Giovanna di Bolgenstain. Consecrata all'Illustrissimo, e Reverendissimo Sig. Conte Rudolfo Gioseppe di Thunn Canonico di Trento, e Possavia, Trento, nella Stamperia Episcopale Privilegiata del Vida, 1677.